# Морріс (Іллінойс)
Морріс (англ. Morris) — місто (англ. city) в США, в окрузі Ґранді штату Іллінойс. Населення — 14 163 особи (2020).

## Географія
Морріс розташований за координатами 41°22′27″ пн. ш. 88°25′58″ зх. д. / 41.37417° пн. ш. 88.43278° зх. д. (41.374070, -88.432765).  За даними Бюро перепису населення США в 2010 році місто мало площу 25,40 км², з яких 24,46 км² — суходіл та 0,94 км² — водойми.

### Клімат
| Клімат : Морріс                    | Клімат : Морріс | Клімат : Морріс | Клімат : Морріс | Клімат : Морріс | Клімат : Морріс | Клімат : Морріс | Клімат : Морріс | Клімат : Морріс | Клімат : Морріс | Клімат : Морріс | Клімат : Морріс | Клімат : Морріс | Клімат : Морріс |
| Показник                           | Січ.            | Лют.            | Бер.            | Квіт.           | Трав.           | Черв.           | Лип.            | Серп.           | Вер.            | Жовт.           | Лист.           | Груд.           | Рік             |
| Абсолютний максимум, °C            | 20,0            | 21,7            | 29,4            | 33,9            | 35,6            | 39,4            | 42,8            | 41,7            | 39,4            | 35,0            | 27,8            | 22,2            | 42,8            |
| Середній максимум, °C              | −0,6            | 2,3             | 8,8             | 16,3            | 22,0            | 27,5            | 29,2            | 28,0            | 24,8            | 18,1            | 9,8             | 1,9             | 15,7            |
| Середній мінімум, °C               | −9,2            | −6,9            | −1,7            | 4,5             | 10,3            | 15,8            | 18,0            | 17,1            | 12,3            | 5,8             | 0,4             | −6,7            | 5,0             |
| Абсолютний мінімум, °C             | −30,6           | −30             | −28,3           | −11,1           | −4,4            | 1,1             | 5,0             | 1,1             | −3,3            | −11,1           | −22,8           | −32,2           | −32,2           |
| Норма опадів, мм                   | 46              | 42              | 57              | 79              | 101             | 112             | 130             | 100             | 85              | 78              | 75              | 57              | 962             |
| Днів з опадами                     | 10,0            | 7,8             | 8,9             | 9,9             | 12,2            | 10,9            | 9,0             | 9,6             | 7,1             | 9,3             | 7,7             | 9,7             | 112,1           |
| Днів зі снігом                     | 5,9             | 3,6             | 1,7             | 0,4             | 0               | 0               | 0               | 0               | 0               | 0               | 0,9             | 4,8             | 17,3            |
| ---------------------------------- | --------------- | --------------- | --------------- | --------------- | --------------- | --------------- | --------------- | --------------- | --------------- | --------------- | --------------- | --------------- | --------------- |
| Джерело: NOAA (normals, 1981–2010) |                 |                 |                 |                 |                 |                 |                 |                 |                 |                 |                 |                 |                 |

## Демографія
Згідно з переписом 2010 року, у місті мешкало 13 636 осіб у 5501 домогосподарстві у складі 3491 родини. Густота населення становила 537 осіб/км².  Було 6010 помешкань (237/км²).
Расовий склад населення:
| - 93,2 % — білих - 1,0 % — чорних або афроамериканців - 0,7 % — азіатів - 0,2 % — корінних американців - 3,5 % — осіб інших рас |

До двох чи більше рас належало 1,3 %. Частка іспаномовних становила 9,6 % від усіх жителів.
За віковим діапазоном населення розподілялося таким чином: 24,6 % — особи молодші 18 років, 61,2 % — особи у віці 18—64 років, 14,2 % — особи у віці 65 років та старші. Медіана віку мешканця становила 37,8 року. На 100 осіб жіночої статі у місті припадало 94,2 чоловіків;  на 100 жінок у віці від 18 років та старших — 92,5 чоловіків також старших 18 років.
Середній дохід на одне домашнє господарство  становив 70 459 доларів США (медіана — 56 750), а середній дохід на одну сім'ю — 86 409 доларів (медіана — 71 487). Медіана доходів становила 53 924 долари для чоловіків та 37 257 доларів для жінок. За межею бідності перебувало 10,8 % осіб, у тому числі 11,5 % дітей у віці до 18 років та 12,5 % осіб у віці 65 років та старших.
Цивільне працевлаштоване населення становило 6550 осіб. Основні галузі зайнятості: освіта, охорона здоров'я та соціальна допомога — 21,7 %, мистецтво, розваги та відпочинок — 13,1 %, роздрібна торгівля — 12,5 %.